# Castillo de Sohail
Das Castillo de Sohail (auch Sujayl) ist eine Burgruine im Süden des Stadtgebietes von Fuengirola. Sie ist eines der Wahrzeichen der spanischen Stadt in der Provinz Málaga an der Costa del Sol.
Der Name des Castillo bezieht sich auf den ehemaligen arabischen Namen der Siedlung Sohail, oder Sujayl, aus der sich das heutige Fuengirola entwickelte. Dieser wiederum ist entweder abgeleitet von Suel, der römischen Bezeichnung der Stadt an gleicher Stelle bis zur Eroberung durch die Westgoten, oder dem arabischen Namen eines Sterns, eines Referenzpunktes der Seefahrer in der Zeit von Al-Andalus, der muslimischen Herrschaft in Spanien.

## Lage und Beschreibung

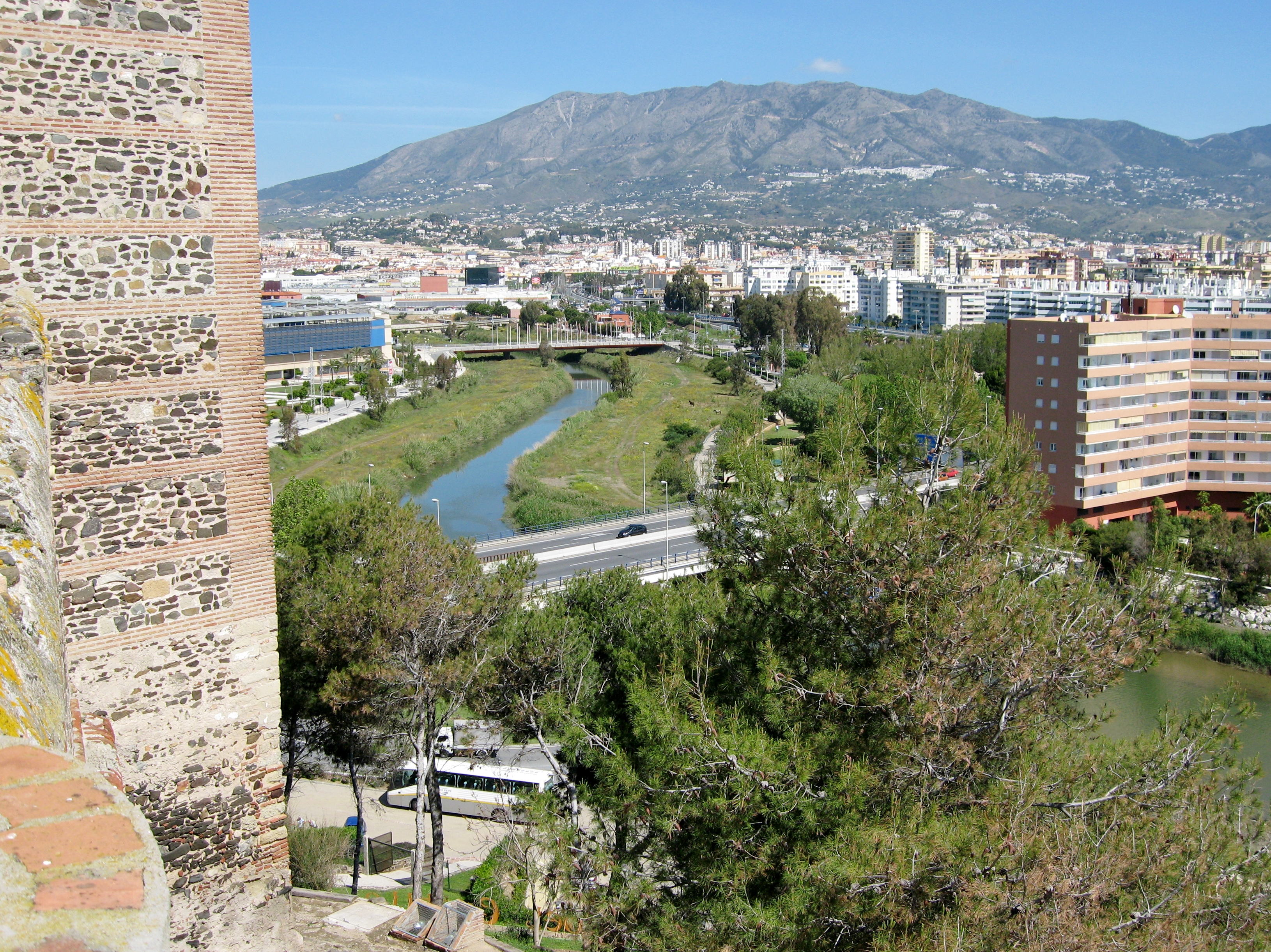
Der Río Fuengirola von der Burg

Die unter den arabischen Umayyaden errichtete Burg wurde an der Mündung des Río Fuengirola angelegt. Ihre Ruinen befinden sich südlich des Flusses in 38 Meter Höhe über dem Meeresspiegel. Westlich der Burg verläuft die Nationalstraße 340 zwischen Málaga und Marbella, die hier Avenida Mare Nostrum heißt, östlich in Richtung des Strandes Playa del Ejido befindet sich die seit dem Jahr 2006 über eine Fußgängerbrücke verlängerte Strandpromenade Paseo Marítimo Rey de España von Fuengirola. Südlich der Festungsmauern erreicht der Parque del Castillo seine größte Ausdehnung, bevor sich Hotelbauten anschließen.
Die Burg von Sohail wurde von den Arabern auf dem Grundriss eines unregelmäßigen Achtecks angelegt, mit einem Turm an jeder dieser Ecken. Heute sind nur noch sechs der Türme erhalten. Durch die vielfachen Zerstörungen im Verlaufe der Jahrhunderte seit der Errichtung sind im Inneren der Burg keine Gebäude erhalten geblieben. Zu sehen sind nur noch Reste von Trennwänden und der abgedeckte Brunnen im Burghof, der durch das Wasser des nahen Flusses gespeist wurde. Die Festungsmauern hingegen sind vollständig erhalten. Sie wurden in den letzten Jahren restauriert. Auf der nordöstlichen Umfassungsmauer befinden sich noch drei Kanonen, die zum Meer ausgerichtet sind, weitere aus der Burg stammende wurden an der Strandpromenade von Fuengirola aufgestellt.

## Geschichte

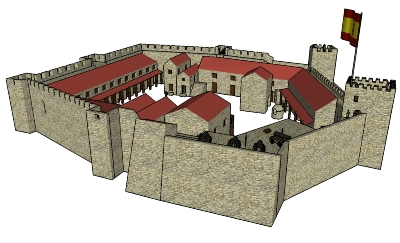
Rekonstruktion der Burg, Bauzustand 1785

Die Burg von Sohail wurde auf Anordnung des achten Emir und ersten Kalifen von Córdoba, Abd ar-Rahman III., im Jahr 956 zur Verstärkung der Küstenverteidigung auf den Fundamenten einer älteren Festung phönizischen oder römischen Ursprungs erbaut. Sie diente der Verteidigung bei Angriffen, die Christen und Berber vom Meer her gegen das Gebiet von Córdoba unternahmen. Später war die Burg bei den Auseinandersetzungen der islamischen Teilreiche auf der Iberischen Halbinsel, den Taifas, von strategischer Bedeutung. Ab 1285 kam das Gebiet von Sohail unter die Herrschaft des Emirats von Granada.
Sohail wurde im Zuge der Reconquista am 7. August 1487 von den christlichen Truppen des Königreichs Kastilien-León unter dem Markgrafen von Cádiz, Rodrigo Ponce de León, erobert, zwölf Tage vor der Einnahme der Provinzhauptstadt Málaga. Die Burg wurde bei den Auseinandersetzungen stark beschädigt. Erst 1730 wurde das Castillo de Sohail wieder aufgebaut, diesmal um den Handel mit dem 1704 von den Briten eroberten Gibraltar zu unterbinden und Schutz vor maurischen Piraten zu gewähren.
Als Anfang des 19. Jahrhunderts französische Truppen auf Veranlassung Napoléon Bonapartes in Spanien einrückten, kam auch die Burg von Sohail am 8. Februar 1810 unter die Besatzung des französischen Kaiserreichs. Im Verlaufe der von den Spaniern als Spanischer Unabhängigkeitskrieg bezeichneten Auseinandersetzungen auf der Iberischen Halbinsel zwischen Briten, Portugiesen und Spaniern auf der einen, sowie den Franzosen auf der anderen Seite, wurde zunächst durch britische Truppen die Einnahme der Festung angestrebt. Sie konnten jedoch durch die Franzosen abgewehrt werden. Erst am 16. April 1812 gelang es den Spaniern unter General Francisco Ballesteros, Sohail einzunehmen und das französische Heer zu vertreiben. Die Festung wurde während der Kriegshandlungen erneut stark beschädigt.

Ansichten der Burg
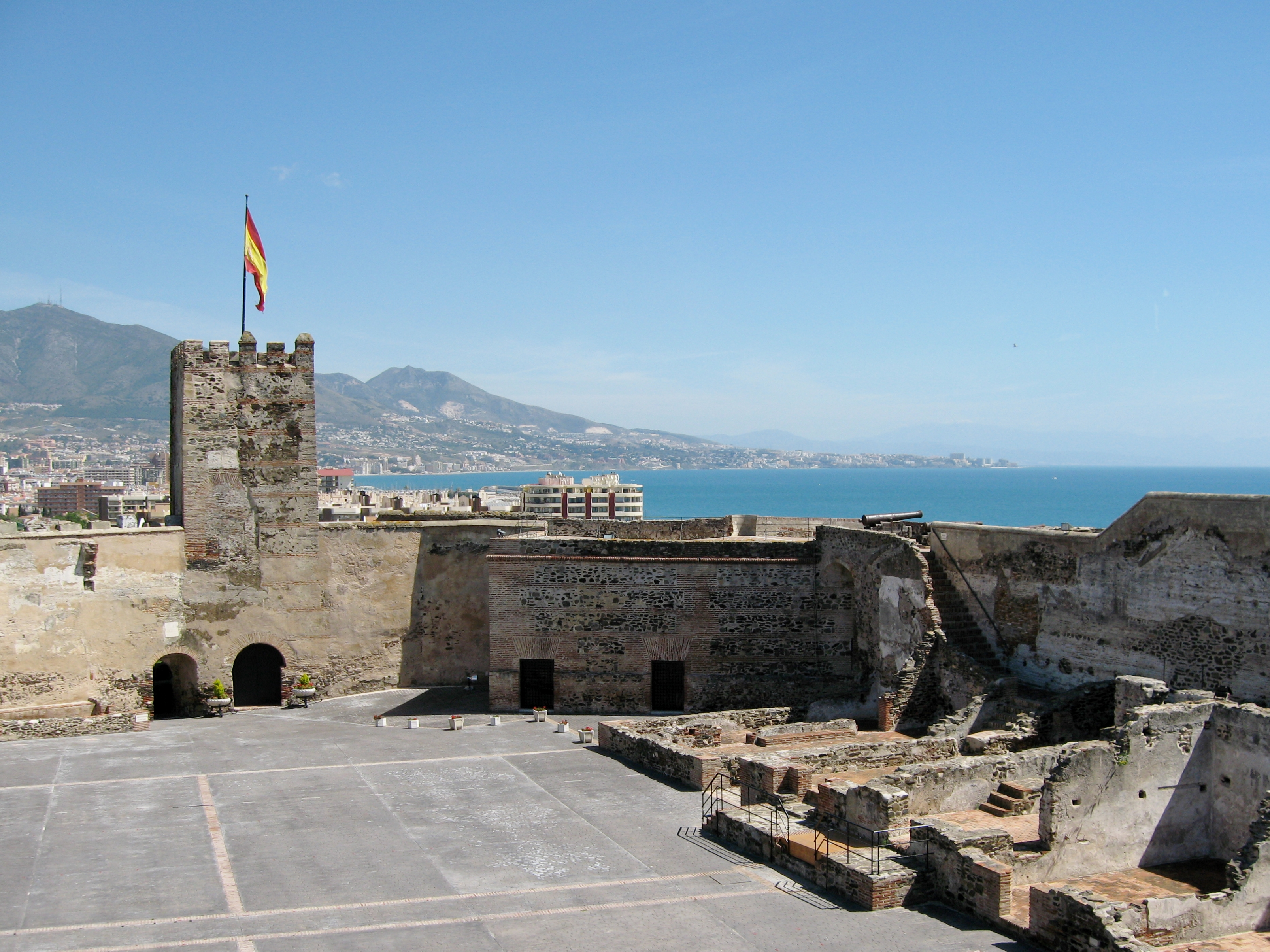
Nordseite des Innenhofes
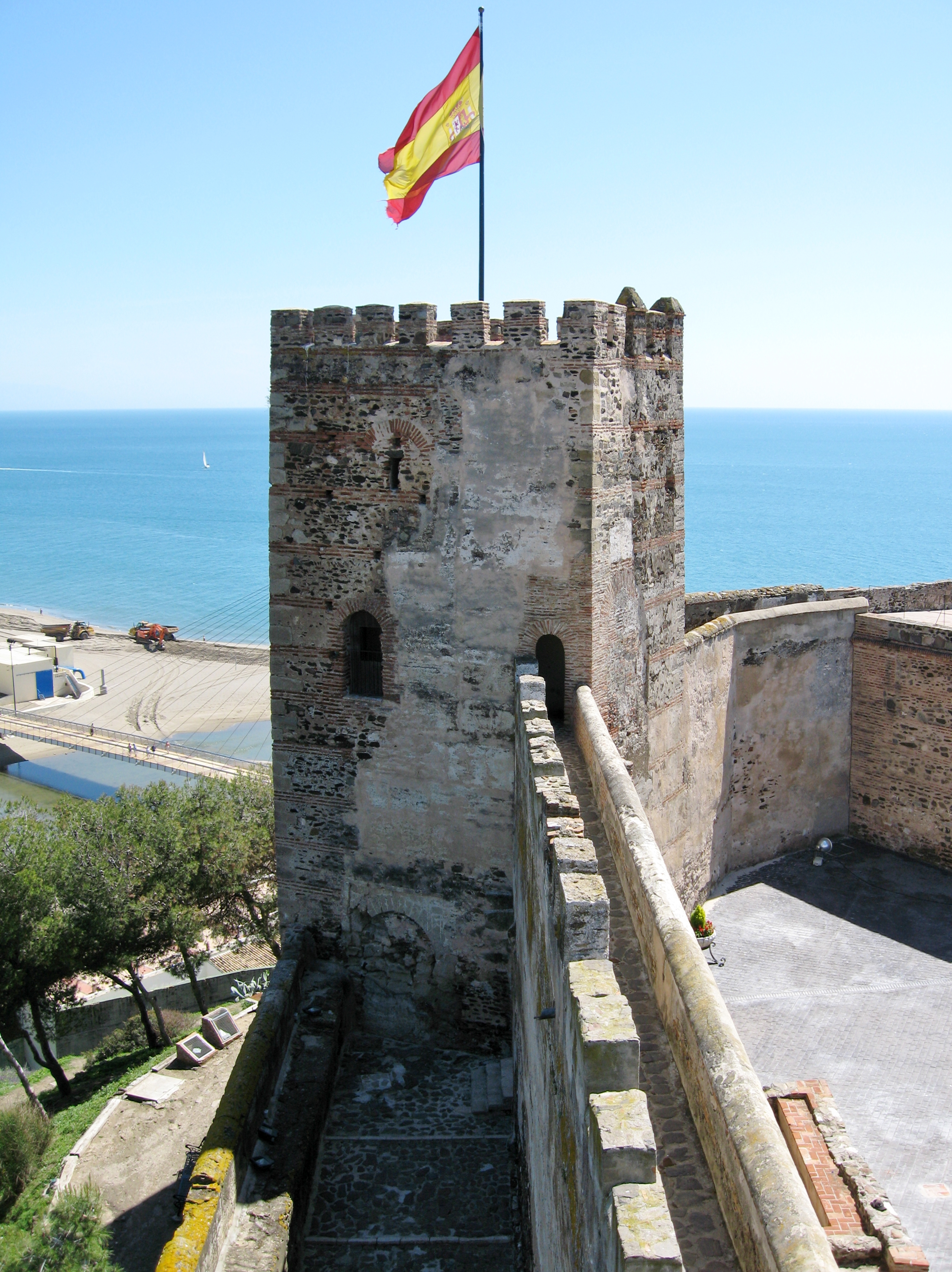
Hauptturm mit Eingang
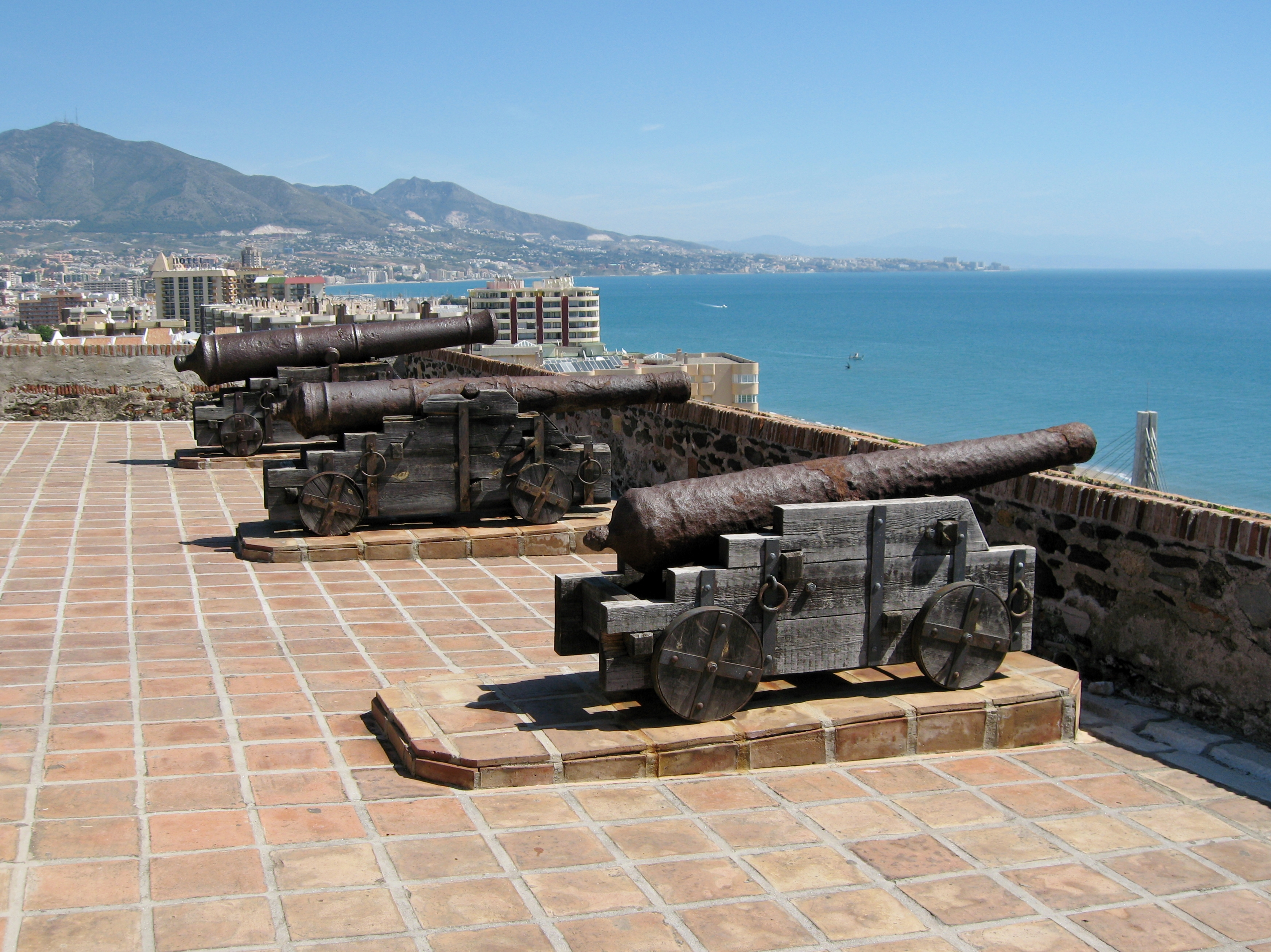
Nordöstliche Meerseite
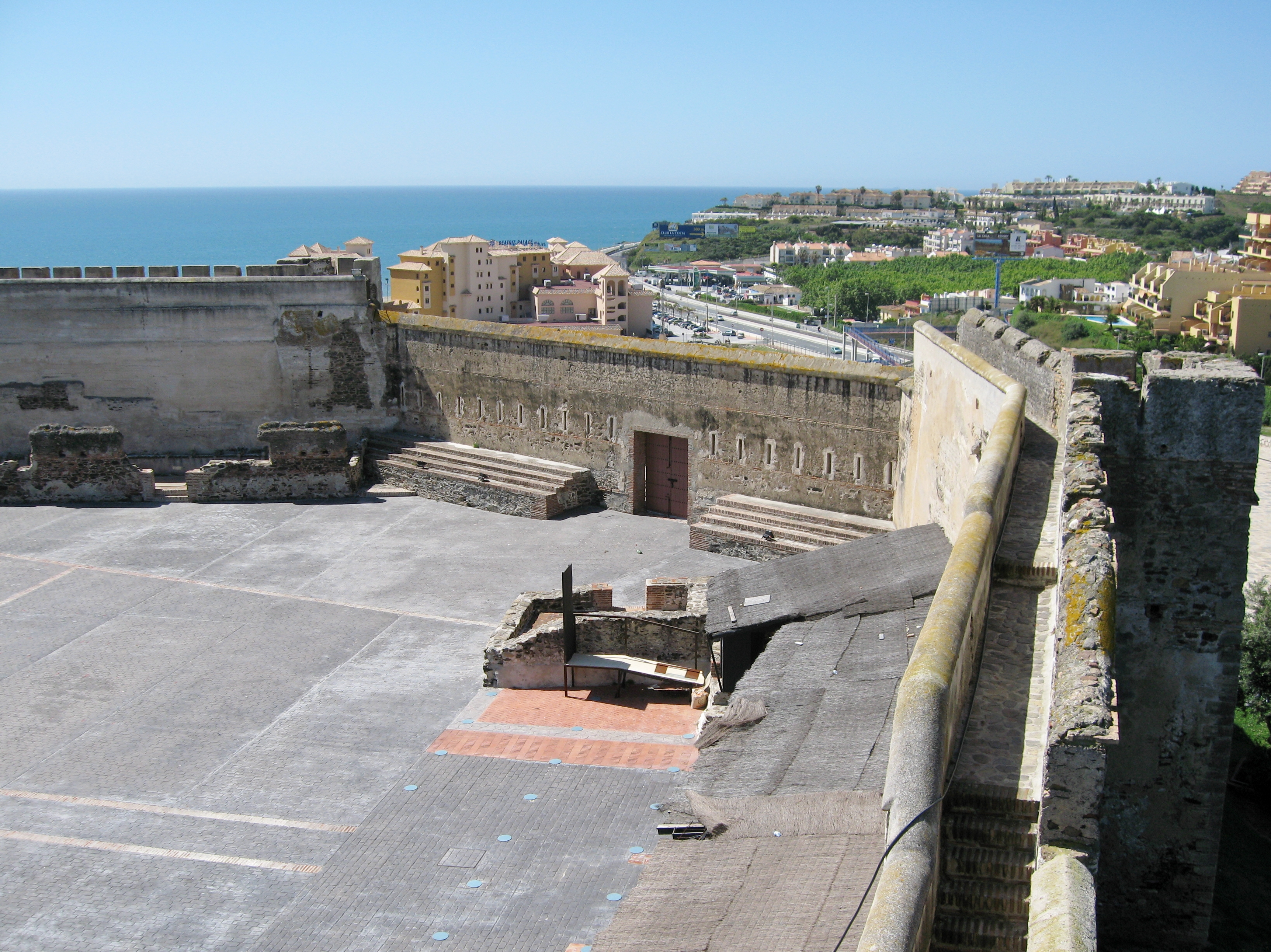
Blick Richtung Süden

## Sonstiges
In den restaurierten Festungsmauern der Burg von Sohail finden regelmäßig kulturelle Veranstaltungen statt, wie Feste, artistische Aufführungen und Musikdarbietungen, darunter die Noches del Castillo („Burgnächte“) mit Pop- und Rockkonzerten und das Stadtfestival von Fuengirola.